# Alessandro Vasta
Alessandro Vasta  (Rome, 1724 - Acireale 1793) est un peintre italien qui fut actif au XVIIIe siècle.

## Biographie
Alessandro a été le fils et l'élève de Pietro Paolo Vasta avec lequel il collabora dans de nombreux projets. Il travailla aussi avec  Vito et Alessandro d'Anna.
Ses œuvres peuvent être vues  à la Biblioteca e pinacoteca Zelantea d'Acireale et dans diverses églises dont l'Oratorio di San Filippo Neri (où se trouve le tableau La Madonna della Purità), San Sebastiano, Sant'Antonio di Padova, San Camillo, Maria Odigitria et San Domenico.
À Aci Sant'Antonio il a réalisé une série de fresques dans le chœur du Dôme.

## Œuvres
- Fresques, chœur du Dôme, Aci Sant'Antonio.
- La Madonna della Purità, Oratorio di San Filippo Neri, Acireale, Biblioteca e pinacoteca Zelantea
- Annunciazione (triptyque),
- Portrait du cavalier Vincenzo Costanzo,
- Sainte Famille,

## Sources
- (it) Cet article est partiellement ou en totalité issu de l’article de Wikipédia en italien intitulé « Alessandro Vasta » (voir la liste des auteurs).